# メチルイソクエン酸リアーゼ
メチルイソクエン酸リアーゼ（Methylisocitrate lyase、EC 4.1.3.30）は、以下の化学反応を触媒する酵素である。
(2S,3R)-3-ヒドロキシブタン-1,2,3-トリカルボン酸 {\displaystyle \rightleftharpoons } ピルビン酸 + コハク酸
従って、この酵素の基質は(2S,3R)-3-ヒドロキシブタン-1,2,3-トリカルボン酸（2-メチルイソクエン酸）のみ、生成物はピルビン酸とコハク酸の2つである。
上図のスキームでアスタリスクで示された余分なメチル基が存在していることを除いて、反応はイソクエン酸リアーゼと類似しており、クエン酸がメチルクエン酸で、グリオキシル酸がピルビン酸で置き換えられた反応である。事実、結核菌Mycobacterium tuberculosisなど一部の細菌では、イソクエン酸リアーゼがメチルイソクエン酸リアーゼの役割を果たしている。
この酵素はリアーゼ、特に炭素-炭素結合を切断するオキソ酸リアーゼに分類される。系統名は(2S,3R)-3-ヒドロキシブタン-1,2,3-トリカルボン酸 ピルビン酸リアーゼ (コハク酸形成)((2S,3R)-3-hydroxybutane-1,2,3-tricarboxylate pyruvate-lyase (succinate-forming))である。この酵素は、プロパン酸の代謝に関与している。
メチルイソクエン酸リアーゼは、1976年に発見された。

## 構造
2007年末時点で、6つの構造が解明されている。蛋白質構造データバンクのコードは、1MUM、1O5Q、1OQF、1UJQ、1XG3及び1XG4である。構造は、ホスホエノールピルビン酸ムターゼと非常に良く似ている。生物学的単位はβバレルからなるホモ四量体であり、βバレルの一端に活性部位が位置している。活性部位にはマグネシウムイオンが存在し、基質が結合すると活性部位の「ゲートループ」が内側に動き、溶媒の反応から保護する。βバレルの周りにはヘリックスが存在し、特にC末端のヘリックスはバレルから切り離されて近隣のサブユニットのバレルと相互作用する「ヘリックススワッピング」と呼ばれるモチーフとなる。
下記のリボン図は、1MUMの結晶構造の1つのサブユニットを示している。マグネシウムイオン（灰色）が結合しているが、基質は結合していない。ヘリックスは赤色、ループは白色、βストランドは緑色で示されている。

## 生物学的機能
メチルイソクエン酸リアーゼは、クエン酸回路がアセチルCoAではなくプロピオニルCoAを代謝するように変化した、メチルクエン酸回路に用いられている。2-メチルクエン酸シンターゼがオキサロ酢酸にプロピオニルCoAを付加し、クエン酸の代わりにメチルクエン酸を生成する。しかしメチルクエン酸はメチルイソコハク酸に異性化され、メチルイソクエン酸リアーゼの基質となってコハク酸とピルビン酸が再生され、後はクエン酸回路と同様に進行する。これにより、プロピオン酸の異化が可能となり、またβ酸化を用いて、シアノコバラミン無しで炭素数が奇数個の脂肪酸を分解することができるようになる。メチルクエン酸回路は、多くの微生物で見られる。
メチルイソクエン酸リアーゼは、この回路の調節機能を持っており、NADにより活性化されるがNADHとNADPHによって非競合阻害が行われる。